# Яшвиль, Лев Владимирович
Князь Лев Владимирович Яшвиль (7 марта 1859, Царское Село — 31 октября 1917, Царское Село) — русский государственный деятель, статский советник, симбирский губернатор в 1904—1906 годах.

## Биография
Потомок калужской ветви грузинского княжеского рода Яшвилей. Младший сын генерал-майора Свиты князя Владимира Владимировича Яшвиля (1813—1864) и Анны Михайловны Орловой (1826—1887), дочери декабриста Михаила Фёдоровича Орлова и Екатерины Николаевны Раевской.
В раннем детстве лишился отца. Обучался в Пажеском корпусе, по окончании которого выпущен в Лейб-гвардии Гусарский его величества полк корнетом. 23 мая 1894 года уволен от службы по болезни поручиком.
12 декабря 1897 года коллежский советник князь Яшвиль был назначен вице-губернатором Тульской губернии в звании камер-юнкера Высочайшего двора. В этой должности он находился до 25 октября 1904 года. В этом же году назначен исправлять должность симбирского губернатора. Ситуация в Поволжье в это время была взрывоопасной. Л. В. Яшвиль писал, что «неудачные министры Дурново и Сипягин, не осознавая роста революционного движения, провели ряд неудачных законов, создавая ту плотину, которая теперь прорвалась.» В 1905 году князь был вынужден срочно телеграфировать заместителю министра Трепову с просьбой прислать казаков для подавления крестьянских выступлений в Ардатовском уезде. В октябре 1905 года сообщал командующему войсками Казанского округа о необходимости размещения военных в Ардатове и Алатыре. Однако благодаря способности князя лавировать между группировками и его либеральным взглядам (так он писал, что «главной причиной всего того, что мы пережили, я давно считаю всеобщую в России бедность и необеспеченность») кровопролития удавалось избегать. Подобные действия не находили понимания ни у одной из сторон. Так, революционер В. Рябиков писал: «… был у нас слезоточивый помпадур, который одинаково благоволил и левым и правым. И при нём наша деятельность была практически легальной». В январе 1906 года симбирское дворянство под предводительством В. Н. Поливанова составило петицию и добилось аудиенции у Николая II, результатом которой стала отставка Яшвиля. Несколько членов Симбирской городской думы собрали 15 июля 1906 года экстренное заседание по этому поводу. Они обратились с просьбой к премьер-министру П. Столыпину «ходатайствовать перед Государем Императором об оставлении князя Яшвиля Симбирским Губернатором», а также присвоить ему «за его полезную деятельность» звание Почётного гражданина Симбирска. Ходатайство осталось без удовлетворения. В 1906 году в Киеве была опубликована книга князя Яшвиля «Воспоминания о Симбирске 1905—1906 гг.».
Князь Яшвиль был причислен к Министерству внутренних дел. Почётный мировой судья Черкасского округа.
Вскоре после революции у Льва Владимировича Яшвиля случился инсульт, и он скончался 31 октября 1917 года в Царском Селе.

## Награды
- Орден Святого Владимира 4 степени;
- орден Святой Анны 2 степени;
- орден Святого Станислава 2 степени;
- орден Бухарской Золотой Звезды;
- Медаль «В память царствования императора Александра III»;
- Медаль «В память коронации Императора Николая II»
- Медаль «За труды по первой всеобщей переписи населения»[5].

## Семья
В 1897 году Лев Владимирович вступил в первый брак с Домникой Владимировной Стахович (1874—1898), дочерью капитан-лейтенанта Владимира Александровича Стаховича и Елизаветы Дмитриевны Скарятиной. После ранней смерти первой супруги в 1900 году женился на её кузине Анастасии Петровне Стахович (1881—1952), дочери Петра Александровича Стаховича (1850—1890) и Лидии Алексеевны Астафьевой (1853—1920). Л. Н. Толстой писал 23 Мая 1900 года своей хорошей знакомой С. А. Стахович:
Я слышал, что ваша кузина выходит за Яшвиля. Если это правда и вы этому рады, как я полагаю, то поздравляю вас.
- Владимир Львович (1898—1898);
- Михаил Львович (1902—1950) — священник, с 1928 года женат на Елизавете Александровне Никольской (1902—1983);
  - Николай[1](Серафим)[7](род.1931);
  - Анастасия (род. 1940)
- Мария Львовна (1911—23.4.1915, похоронена на Покровском некрополе)[8].